# Mark Davies (football)
Pour les articles homonymes, voir Mark Davies et Davies.
Mark Nicholas Davies est un footballeur anglais né le 18 février 1988 à Wolverhampton (Angleterre). Il occupe le poste de milieu de terrain.

## Biographie
Mark Davies est un produit de la Wolves Academy. En 2005, âgé de 17 ans, il signe son premier contrat professionnel au Wolverhampton Wanderers FC et fait des débuts le 20 août 2005 contre Leeds United. Il jouera fréquemment, et deviendra un titulaire régulier du coach Glenn Hoddle.
Malheureusement sa progression est stoppée par un problème cartilagineux, qui lui fait louper une grande partie de la saison 2006-2007, puis une blessure à l'épaule qui lui fait manquer celle de 2007-2008.
Il fait son retour en Coupe de la Ligue contre Accrington Stanley, au début de la saison 2008-2009. Afin de se remettre en forme en jouant régulièrement, Davies est prêté en novembre 2008 pour 3 mois, à Leicester City en Coca-Cola League One (D3). Son prêt est très concluant, à tel point qu'il commence à attirer les regards de clubs plus huppés.
Le 26 janvier 2009, son transfert vers les Bolton Wanderers en Premier League est officialisé pour un  montant non divulgué et une durée d'un an et demi. Il fait ses débuts le 28 janvier contre les Blackburn Rovers, puis obtient sa première titularisation le match suivant contre le Tottenham Hotspur FC. En mars 2009, il est de nouveau blessé, au genou cette fois, contre Fulham, ce qui lui fait louper la fin de saison.
Le 25 août 2009, pour son retour à la compétition, il inscrit son premier but pour les Wanderers en Coupe de la Ligue contre les Tranmere Rovers.

## Clubs
- 2005-2009 :  Wolverhampton Wanderers FC
  - 2008-2009 : (prêt)  Leicester City FC
- 2009- :  Bolton Wanderers

## International
Mark Davies a été capitaine de la sélection anglaise des moins de 17 ans.

## Palmarès
Davies a la particularité d'avoir remporté deux championnats différents, lors de la même saison 2008-2009. La League One avec Leicester City où il fut prêté 3 mois, et le Championship avec le Wolverhampton Wanderers FC, le reste de la saison.
- Wolverhampton Wanderers FC
  - 2009 : Coca-Cola Championship (D2)

- Leicester City FC
  - 2009 : Coca-Cola League One (D3)